# 양향자 (요리 연구가)
양향자(梁香子, 1957년 4월 5일~)는 대한민국의 요리연구가이자 푸드스타일리스트, 사업가, 교육자이다. 경기대학교 식공간연출학 박사, 고려대학교 환경과학대학원 식품가공학 석사, 이탈리아 ICIF 과정 졸업을 졸업하였으며, 숙명여자대학교 디자인대학원 테이블 데코레이션 과정, 연세대학교 언론홍보최고위과정, 성균관대학교 프렌차이즈 최고위과정, 고려대학교 정책대학원,  단국대학교 대학원 문화예술 특별과정, 등을 수료하였다. 농림수산식품부의 한국 음식 세계화 추진 위원과 쌀 요리 자문 위원을 맡아 우리 음식의 세계화를 위한 국, 내외 활동과 한국 전통, 궁중음식의 복원, 쌀 소비 촉진 활동 등을 하고 있다. 양향자 요리 연구가는 교육자로서 현재 양향자푸드앤코디아카데미를 운영중에 있으며, 교육내용으로는 한식소믈리에, 식재료소믈리에, 간장소믈리에,  티소믈리에, 커피소믈리에, 밥소믈리에, 김치소믈리에, 고추장소믈리에, 막걸리소믈리에, 된장소믈리에, 전통주소믈리에, 젓갈소믈리에, 떡마이스터, 한과마이스터, 카빙마이스터, 폐백이바지사, 약선요리전문가, 발효음식전문가, 출장요리사, 푸드코디네이터, 파티플래너, 아동요리지도사, 푸드컨설턴트, 푸드스타일리스트 등을 강의하며 한국전통음식과 식공간연출학을 교육하고 있다.

## 이력
| - 사단법인 세계음식문화연구원 이사장 - 사단법인 한국푸드코디네이터협회 회장 - 양향자 푸드&코디아카데미 원장 - 파티설렘 대표이사 - 대한민국 조리기능장 - 푸드코디네이터kw명인, 김치소믈리에kw명인 - 로컬푸드 연구소 소장 - 연세대학교 세계전통음식 외래교수 - 상명대학교 대학원 외래교수 - 국정고등교과서 편찬위원회 위원 - 사단법인 한국언론인연합회 자문위원 | - 서정대학 호텔조리학과 겸임교수 - 신흥대학 호텔외식조리학과 겸임교수 - 남부대학교 푸드코디네이터학과 겸임교수 - (사)색채디자인협회 이사 - 농심 자문위원 - 농림수산식품부 한식세계화 포럼위원 - 농림수산식품부 쌀 요리 자문위원 - 여성가족부 대한민국 여성계 대표 멘토 12인 선정 - 대전 세계조리사 대회 홍보대사 위촉 - 전주시 유네스코도시유치 자문위원 - 남양주 슬로우푸드세계대회 자문위원 |

### 해외
- 러시아 국립과학대학교 외 2개 대학 한식강좌 초빙 교수
- 중국청도 주점관리대학 객원교수
- 중국산동 여유대학 객원교수
- 중국산동대학교 객원교수
- 중국 청도 대학 객원교수
- 중국상업관리대학 객원교수
- 중국 공자요리협회 임원
- 일본 가와구찌학교 객원교수

## 저서
| - 《Chef 한식조리기능사 실기》 (2016년) ISBN 9788991935549 - 《사계절 해독밥상》 (2014년) ISBN 9788966188765 - 《한식조리기능사 실기》 (2013년) ISBN 9788991935440 - 《양향자의 홈메이드 웰빙 술안주》 (2012년) ISBN 9788963391854 - 《푸드 코디네이션》 (2012년) ISBN 9788970065786 - 《양향자의 중국요리》 (2011년) ISBN 9788991193697 - 《CHEF 조리기능사 5일완성》 (2011년) ISBN 9788991935457 - 《칵테일》 (2010년) ISBN 9788991935365 - 《우리집 도시락》 (2009년) ISBN 9788956811000 - 《궁합이 맞는 와인과 우리음식》 (2009년) ISBN 9788956810942 - 《한식 조리기능사 실기》 (2009년) ISBN 9788991935259 - 《한권으로 끝내는 일식 중식 복어 조리기능사 필기 실기》 (2009년) ISBN 9788991935303 - 《일식 중식 복어 조리기능사 실기》 (2008년) ISBN 9788991935266 - 《양식 조리기능사 실기》 (2008년) ISBN 9788991935242 - 《푸드 코디네이터 아트》 (2008년) ISBN 9788961831154 - 《색감으로 먹는 슈퍼칼라푸드》 (2008년) ISBN 9788961830294 | - 《가장 배우고 싶은 국 찌개 40》 (2007년) ISBN 9788937832062 - 《조리기능사 7일 완성》 (2007년) ISBN 899193501X - 《양향자의 북한요리 따라하기》 (2006년) ISBN 9788991935136 - 《일식 중식 복어 조리기능사 실기》 (2006년) ISBN 8991935060 - 《한식 조리기능사 실기》 (2006년) ISBN 8991935052 - 《세계음식문화여행 유럽편》 (2006년) ISBN 9788991935099 - 《세계음식문화여행 아시아편》 (2006년) ISBN 9788991935105 - 《세계음식문화여행 아메리카편》 (2006년) ISBN 9788991935112 - 《세계음식문화여행 아프리카 오세아니아편》 (2006년) ISBN 9788991935129 - 《칵테일 만들기》 (2006년) ISBN 9788985672412 - 《양식 조리기능사 실기》 (2006년) ISBN 8991935079 - 《조리기능사 필기》 (2005년) ISBN 9788985672733 - 《조리기능사 7일 완성》 (2005년) ISBN 898567269X - 《조주기능사실기》 (2004년) ISBN 9788985672443 - 《푸드 코디네이터 길라잡이》 (2004년) ISBN 9788985672672 - 《다이어트 & 건강요리 50선 》(2004년) ISBN 9788985672306 - 《한식 조리기능사 실기》 (2003년) ISBN 9788985672931 |

## 방송

### 텔레비젼

#### 공중파 및 지상파 고정출연방송
- YTN 《건강365 -라이프 백과사전- 푸드테라피》- 현재 방송중
- MBC DBM 방송 《한국인의 소울푸드》
- KBS 《무한지대큐》, 《세상의 아침》,《감성매거진》
- SBS 《잘먹고 잘사는법》
- MBC 《생생투데이》, 《화제집중》등 8800여건 출연

#### 고정출연방송
| 방송사       | 제목                          | 년도               |
| ------------ | ----------------------------- | ------------------ |
| 한국 경제 TV | 《양향자의 헬스&건강》        | 2003.10.~2005.01.  |
| KBS-TV       | 《행복채널》                  | 2004.01.~10.       |
| MBC-TV       | 《모닝와이드》                | 2005.02.~08.       |
| EBS-TV       | 《문화센터》                  | 2004.11.22.~11.27. |
| KBS-TV       | 《세상의 아침》               | 2005.07.~2007.02.  |
| EBS-TV       | 《행복의 오솔길》             | 2006.05.~2007.02.  |
| K-TV         | 《양향자의 푸드아트》         |                    |
| 한국 경제 TV | 《부부만족》                  | 2007.03.~06.       |
| 한국 경제 TV | 《직업소개 : 푸드코디네이터》 | 2007.08.~10.       |
| 드림-TV      | 《양향자의 푸드아트》         | 2000.08.~2005.10.  |

### 라디오
| 방송사       | 제목                          | 년도     |
| ------------ | ----------------------------- | -------- |
| 교통방송     | 《건강요리 알아보기》         | 2006.10. |
| 불교원음방송 | 《양향자의 헬스푸드》         | 2007.01~ |
| 국방뉴스     | 《설날 인터뷰》               | 2009.01. |
| KBS 라디오   | 《한식 세계화를 위한 인터뷰》 | 2008.10. |

### 홈쇼핑
| 방송사        | 제목                              | 년도     |
| ------------- | --------------------------------- | -------- |
| CJ 홈쇼핑     | 《양향자가 제안하는 국요리 12선》 | 2005.06. |
| LG 홈쇼핑     | 《멸치젓갈 광고방송》             | 2004.03. |
| CF 방송촬영   | 《코펠 광고방송》                 | 2004.02. |
| 농수산 홈쇼핑 | 《마니커(닭가공업체) 광고방송》   | 2004.04. |
| 농수산 홈쇼핑 | 《마니커(닭가공업체) 광고방송》   | 2003.10. |

### 신문/잡지
- 세계일보 《양향자의 The 건강한 음식》- 현재 연재중
- 천지일보 《지구촌 식탁위》- 현재 연재중
- 글로벌이코노믹 《세계 음식 문화 기행》
- 식품환경신문 《양향자교수의 건강코디》
- 좋은 만남 《양향자의 식품칼럼》
- MBC 아카데미 뷰티스쿨 사보 칼럼
- FAO 《세계의 음식문화 여행》

## 수상
1. 2009년
  - 제 6회 한,중 식문화교류전[4] 중국 산동성 영양조식예술협회 감사패 및 명예연구원 위촉
  - 문화체육관광부 표창(관광산업 활성화 공로)
  - 베트남 호치민 시정부 감사패(한-베트남 식문화 교류[5] 활성화 공로)
2. 2008년
  - 베트남 호치민시 문화체육관광부 감사패(한-베트남 식문화 교류 활성화 공로)
  - 제4회 올 한해를 빛낸 대한민국 자랑스런 식문화인상 수여(식품환경신문외 4개 기업)
  - 중국 산동성 시정부 감사패(한-중 식문화 교류 활성화 공로)
3. 2007년
  - 당진군수 감사패(쌀 소비 촉진 기여)
4. 2006년
  - 농림부장관 표창(식품산업 활성화 공로)
  - 세계 최장 김밥 만들기 기네스도전[6] 공로패(김밥 기네스도전 성공 공로)
5. 2005년
  - 대한민국 식문화인 대상지정 시상(식품산업 외 6개 분야)
  - 문화관광부장관 표창(관광산업 활성화 공로)
  - 중국 산동성정부 감사패(한-중 식문화 교류 활성화 공로)
6. 2004년
  - (사)기아극복 대책협회 감사장(기아극복 기여)